# Забуски, Норман
Норман Джулиус Забуски (англ. Norman Julius Zabusky; 4 января 1929, Нью-Йорк — 5 февраля 2018, Беэр-Шева) — американский физик-теоретик и математик, автор работ по нелинейной физике, вычислительной гидродинамике и экспериментальной математике, наиболее известный по совместному с Мартином Крускалом открытию солитонов в уравнении Кортевега — де Фриза.

## Биография
Норман Забуски родился в 1929 году в Бруклине в семье Хаймана и Анны Забуски. После окончания Бруклинской технической школы (англ. Brooklyn Technical High School) он поступил в Городской колледж Нью-Йорка, где в 1951 году получил степень бакалавра по электротехнике. Два года спустя он получил степень магистра по электротехнике в Массачусетском технологическом институте, а в 1959 году — докторскую степень по теоретической физике, защитив в Калифорнийском технологическом институте диссертацию на тему «Гидромагнитная устойчивость цилиндрических потоков плазмы» (англ. Hydromagnetic stability of a streaming cylindrical plasma, научные руководители — Милтон Плессет и Леверетт Дейвис мл.). Следующий год Забуски провёл в качестве постдока в Институте физики Общества Макса Планка в Мюнхене, а затем стал исследователем в Лаборатории физики плазмы Принстонского университета. Уже в 1961 году он перешёл в Лаборатории Белла, где в 1968 году возглавил первый отдел вычислительных исследований. В 1976—1988 годах учёный занимал пост профессора математики в Питтсбургском университете, после чего перебрался в Ратгерский университет, где работал сначала профессором вычислительной гидродинамики (англ. State of New Jersey Professor of Computational Fluid Dynamics), а в 2000—2005 годах — профессором прикладной физики (англ. Donald H. Jacobs Chair in Applied Physics). Кроме того, в начале 1990-х годов в университете Забуски основал и руководил Лабораторией визиометрики и моделирования (англ. Laboratory for Visiometrics and Modeling). После выхода в отставку он был приглашённым исследователем в Институте Вейцмана в Израиле.
Забуски активно занимался правозащитной деятельностью. С 1981 года он был членом Комитета обеспокоенных учёных и в течение ряда лет состоял в его консультативном совете. В 1970-е — 1980-е годы учёный выступал в защиту советских «отказников», во время визита в СССР в 1983 году встречался с рядом лишённых работы и права выезда физиков, из-за чего по распоряжению властей был выслан из страны.
Забуски скончался 5 февраля 2018 года от идиопатического лёгочного фиброза.

## Научная деятельность
Забуски принадлежит ряд важных результатов в нелинейной физике, вычислительной гидродинамике, экспериментальной математике. В первой половине 1950-х годов он участвовал в прикладных исследованиях, связанных с военными разработками, — занимался расчётами системы обратной связи для управления движением торпед и моделированием динамики полёта управляемых ракет типа «Спэрроу». Во второй половине 1950-х годов областью его исследований стала физика плазмы, в частности вопросы устойчивости потоков замагниченной плазмы, актуальные для решения проблем управляемого термоядерного синтеза. Выбор данного направления исследований вывел учёного на более общие и фундаментальные задачи, связанные с решением нелинейных уравнений.

Распад синусоидальной волны на солитоны, наблюдавшийся Забуски и Крускалом при численном решении уравнения КдФ

В 1965 году вместе с Мартином Крускалом Забуски обнаружил устойчивое локализованное решение нелинейного уравнения Кортевега — де Фриза (КдФ), которое описывает длинные волны на мелководье и которое они получили в континуальном пределе при рассмотрении известной проблемы Ферми — Паста — Улама (ФПУ). Хотя импульсные решения этого уравнения были известны и ранее, численные расчёты позволили выявить их новые неожиданные свойства. Оказалось, что эти импульсы ведут себя подобно частицам, не разрушаясь при прохождении друг через друга, а начальные возбуждения в системе распадаются на серию таких импульсов. Такие решения, которые Забуски и Крускал назвали солитонами, стали первым примером такого рода нелинейных волн, встречающихся в различных физических, химических, биологических системах. Их обнаружение оказалось мощным стимулом для развития нелинейной динамики, в частности для разработки в течение следующих нескольких лет метода обратной задачи рассеяния.
Во второй половине 1960-х годов Забуски совместно с Гэри Димом (англ. Gary Deem) численно исследовал солитонные решения так называемого модифицированного уравнения КдФ и поведение нелинейной цепочки в проблеме ФПУ с изменёнными начальными условиями, обнаружив новые её состояния (так называемые n-curve states, разновидность дискретного бризера). Вместе с Крускалом он исследовал законы сохранения для уравнения КдФ, нашёл несколько новых его инвариантов и доказал их единственность. В 1971 году Забуски и Гэлвин провели первое успешное сравнение результатов численного решения уравнения КдФ с экспериментальными измерениями волн на воде. С конца 1960-х годов научные интересы Забуски сместились в сторону вычислительной гидродинамики, в частности моделирования турбулентных потоков. Так, он показал необходимость учёта вихревых процессов для объяснения экспериментальных результатов, связанных с полётом баллистических ракет (1969, 1971); разработал алгоритм контурной динамики (англ. contour dynamics) для двумерного уравнения Эйлера (1973) и обобщил этот метод на случай ионизированной плазмы в ионосфере (1980); ввёл представление о так называемых V-состояниях, представляющих собой поступательно движущийся и вращающийся неизменный одиночный вихрь (1978) и т.д.
В ходе работы по численному решению нелинейных уравнений Забуски пришёл к выводу о важности визуализации получаемых решений. В 1990 году вместе с Франсуа Битцем (François Bitz) он предложил термин «визиометрика» (англ. visiometrics) для обозначения основанного на визуализации подхода к анализу свойств динамических и волновых систем и в дальнейшем активно популяризировал данное направление исследований.

## Награды
- Стипендия Гуггенхайма (1971)[2]
- Медаль Говарда Поттса (1986) «за работу в области математической физики и творческое сочетание анализа и вычислений, а также за работу по свойствам солитонов»[7]
- Премия Отто Лапорте (2003) «за новаторский и продолжительный вклад в нелинейную и вихревую физику и вычислительную гидродинамику, в том числе: за солитон; контурную динамику и V-состояния для двумерных потоков; вихревые снаряды для ускоренных неоднородных потоков; и визиометрику для облегчения моделирования»[8]

## Избранные публикации
- Zabusky N.J., Kruskal M.D. Interaction of "Solitons" in a Collisionless Plasma and the Recurrence of Initial States // Physical Review Letters. — 1965. — Vol. 15, № 6. — P. 240-243. — doi:10.1103/PhysRevLett.15.240.
- Zabusky N.J. A Synergetic Approach to Problems of Nonlinear Dispersive Wave Propagation and Interaction // Nonlinear Partial Differential Equations: A Symposium on Methods of Solution. — Academic Press, 1967. — P. 223-258. — doi:10.1016/B978-1-4831-9647-3.50019-4.
- Zabusky N.J. Solitons and Bound States of the Time-Independent Schrödinger Equation // Physical Review. — 1968. — Vol. 168, № 1. — P. 124-128. — doi:10.1103/PhysRev.168.124.
- Zabusky N.J., Galvin C.G. Shallow-water waves, the Korteweg-deVries equation and solitons // Journal of Fluid Mechanics. — 1971. — Vol. 47, № 4. — P. 811-824. — doi:10.1017/S0022112071001393.
- Tappert F.D., Zabusky N.J. Gradient-Induced Fission of Solitons // Physical Review Letters. — 1971. — Vol. 27, № 26. — P. 1774-1776. — doi:10.1103/PhysRevLett.27.1774.
- Deem G.S., Zabusky N.J. Vortex Waves: Stationary "V States," Interactions, Recurrence, and Breaking // Physical Review Letters. — 1978. — Vol. 40, № 13. — P. 859-862. — doi:10.1103/PhysRevLett.40.859.
- Zabusky N.J., Hughes M.H., Roberts K.V. Contour dynamics for the Euler equations in two dimensions // Journal of Computational Physics. — 1979. — Vol. 30, № 1. — P. 96-106. — doi:10.1016/0021-9991(79)90089-5.
- Zabusky N.J. Computational synergetics and mathematical innovation // Journal of Computational Physics. — 1981. — Vol. 43, № 2. — P. 195-249. — doi:10.1016/0021-9991(81)90120-0.
- Overman E.A., Zabusky N.J. Evolution and merger of isolated vortex structures // The Physics of Fluids. — 1982. — Vol. 25, № 8. — P. 1297-1305. — doi:10.1063/1.863907.
- Melander M.V., Zabusky N.J., Mcwilliams J.C. Symmetric vortex merger in two dimensions: causes and conditions // Journal of Fluid Mechanics. — 1988. — Vol. 195. — P. 303-340. — doi:10.1017/S0022112088002435.
- Samtaney R., Silver D., Zabusky N., Cao J. Visualizing features and tracking their evolution // Computer. — 1994. — Vol. 27, № 7. — P. 20-27. — doi:10.1109/2.299407.
- Zabusky N.J. Vortex paradigm for accelerated inhomogeneous flows: Visiometrics for the Rayleigh-Taylor and Richtmyer-Meshkov environments // Annual Review of Fluid Mechanics. — Annual Reviews, 1999. — Vol. 31. — P. 495-536. — doi:10.1146/annurev.fluid.31.1.495.